# Wyżni Kostur
Wyżni Kostur, Wyżni Liptowski Kostur (słow. Vyšný kostúr, niem. Oberer Liptauer Wachturm, węg. Felső-Liptói-Őrszem) – mało wybitny szczyt o wysokości 2080 m w grani głównej Tatr Wysokich, należący do Liptowskich Murów.
Od Niżniego Kostura oddziela go Niżnia Liptowska Ławka (2037 m), a od Szpiglasowego Wierchu Wyżnia Liptowska Ławka (2059 m). Przez szczyty te i przełęcze biegnie granica polsko-słowacka. Zbocza północno-wschodnie opadają ścianką o wysokości około 90 m na Czerwony Piarg w Dolinie Pięciu Stawów Polskich, zbocza południowo-zachodnie do Doliny Ciemnosmreczyńskiej.
Obecnie szczyt ten, podobnie jak całe Liptowskie Mury, nie jest udostępniony turystycznie.

## Historia zdobycia
Najstarsze odnotowane wejścia turystyczne – przy przejściu grani Liptowskich Murów:
- latem – Zygmunt Klemensiewicz, 20 sierpnia 1905 r.,
- zimą – Adam Karpiński, Wilhelm Smoluchowski, 8 kwietnia 1925 r.[5]

## Przypisy

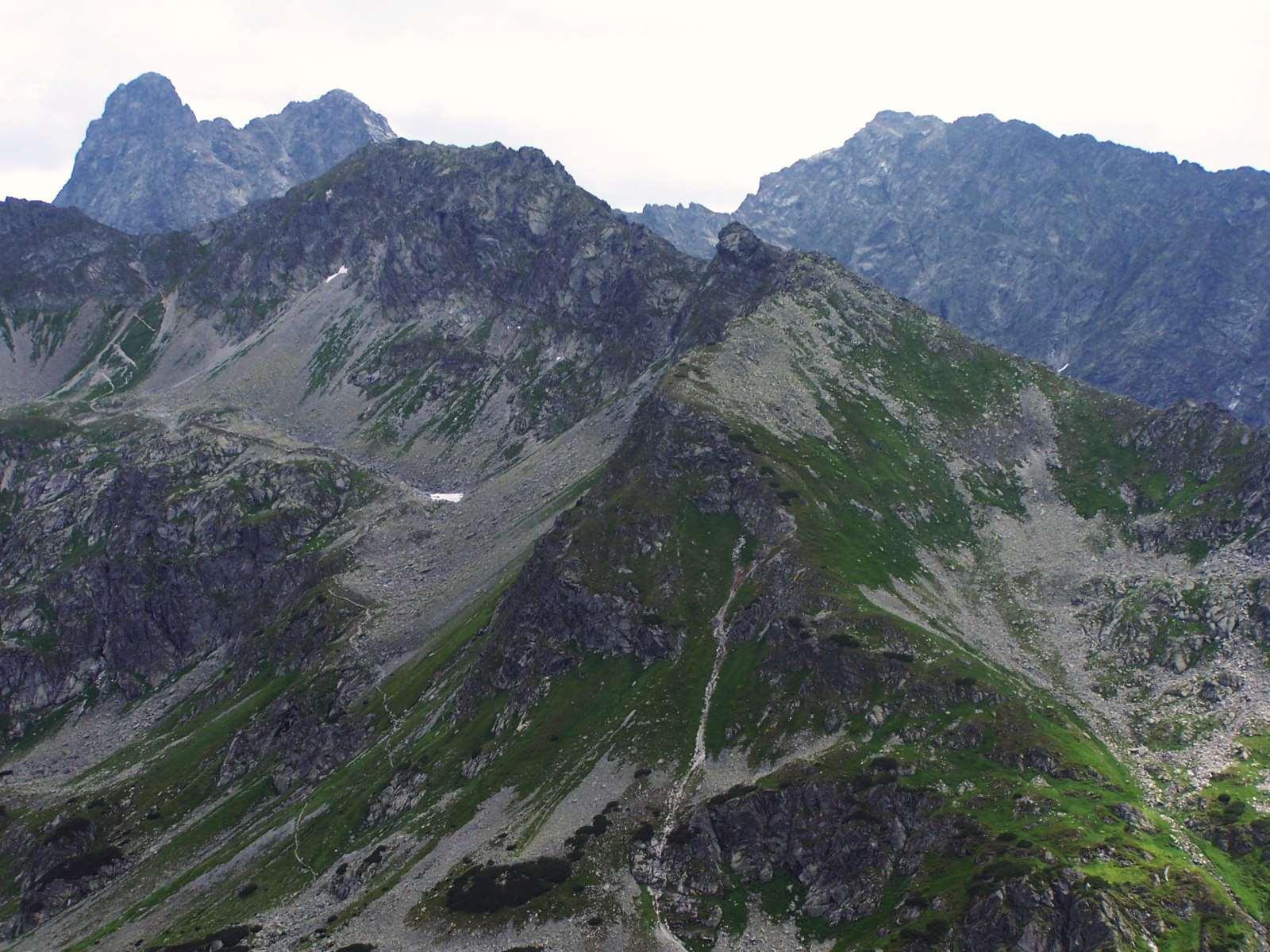
Od lewej: Szpiglasowa Przełęcz, Szpiglasowy Wierch, Wyżni Kostur. Ponad nimi Mięguszowiecki Szczyt i Cubryna